# Оперативное искусство
Оперативное искусство (ОИ) — составная часть военного искусства, которая занимает промежуточное положение между тактикой и стратегией.
Изучает методы подготовки и ведения совместных и самостоятельных операций (военных (боевых) действий) крупными воинскими формированиями на уровне объединений видов вооружённых сил — корпусами, армиями и т. п.
Оперативное искусство подчинено стратегии, и его решения непосредственно вытекают из решений стратегических. Занимая главенствующее положение по отношению к тактике, оперативное искусство определяет её задачи и направление развития. Однако, очевидно, что возможности тактики влияют на оперативное искусство так же, как возможности оперативного искусства влияют на стратегию.
В военной теории западных государств (прежде всего США и блока НАТО) оперативное искусство, как самостоятельный подраздел искусства военного, не выделялось до середины 80-х годов XX века, а вместо него долгое время в ходу были термины «большая тактика» или «малая стратегия». Однако, к 1982 году эволюция методов вооружённой борьбы и создание концепции воздушно-наземной операции заставилo ввести в американский боевой устав FM 100-5 понятие оперативного уровня боевых действий (англ. operational level of war). Дальнейшее совершенствование американской военной теории привело к появлению в редакции устава FM 100-5 1986 года понятия «оперативное искусство», которое было значительно уточнено и расширено после дополнения этого устава в 2001 году. Западные военные специалисты полагают, что этот шаг стал последним и решающим фактором, определившим необходимость выработки для американских вооружённых сил новой оперативной доктрины «согласованных наземных боевых действий» (англ. Unified Land Operations) в 2011 году.